# Mitchell Hope
Mitchell Hope (Melbourne, 27 giugno 1994) è un attore australiano.

## Biografia
Inizia la carriera di attore nel 2006, prendendo parte ad alcuni cortometraggi. Nel 2014 interpreta il ruolo del giovane Tim nella miniserie Never Tear Us Apart.
Nel 2015 interpreta il ruolo di Ben, figlio di Belle e del principe Adam (la Bestia), nel film Disney Descendants. Successivamente prende parte come doppiatore anche alla serie televisiva animata omonima, intitolata Descendants: Wicked World.
Nel 2017 e 2019 interpreta nuovamente Ben in Descendants 2 e Descendants 3 e sempre nel 2019 partecipa al film Let it snow: Innamorarsi sotto la neve.

## Filmografia parziale

### Televisione
- Descendants, regia di Kenny Ortega – film TV (2015)
- Descendants 2, regia di Kenny Ortega – film TV (2017)
- Descendants 3, regia di Kenny Ortega – film TV (2019)
- Let it snow: Innamorarsi sotto la neve (Let it Snow), regia di Luke Snellin (2019)
- Love You Like That (Love You Like That), regia di Eric C. Nash (2021)
- Non Farmi Andar Via (Non Farmi Andar Via), regia di Hannah Marks (2022)
- Killer Whale (Killer Whale), regia di Jo-Anne Brechin (2025)

### Doppiatore
- Descendants: Wicked World – serie animata, 15 episodi (2015-2017)
- Descendants - Il matrimonio reale (Descendants: The Royal Wedding) - cortometraggio (2021)

## Doppiatori italiani
Nelle versioni in italiano delle opere in cui ha recitato, Mitchell Hope è stato doppiato da:
- Mirko Cannella in Descendants, Descendants 2, Descendants 3
- Alex Polidori in Let It Snow - Innamorarsi sotto la neve

Da doppiatore è sostituito da:
- Mirko Cannella in Descendants: Wicked World, Descendants - Il matrimonio reale